# Johann Hofstätter
Johann Hofstätter (* 12. Jänner 1913; † 27. Juli 1996), auch „Hans“ gerufen, war ein österreichischer Fußballspieler, der mit dem SK Rapid Wien seine Blütezeit erlebte und einmal für die Nationalmannschaft Deutschlands spielte.

## Spielerkarriere

### Vereine
Hofstätter begann 13-jährig bei Vorwärts 11 Wien mit dem Fußballspielen und setzte es als 16-Jähriger bei Gärtner Wien fort. Von 1931 bis 1933 spielte er – erstmals im Seniorenbereich – für den Wiener AC in der I. Liga; danach wechselte er zum Post SV Wien. In vier Spielzeiten erarbeitete er sich einen Ruf als entwicklungsfähiger und hoffnungsvoller Mittelläufer. Die Saison 1934/35 und 1935/36 spielte er für den Verein in der II. Liga Nord, der nach den beiden Siegen in der Relegation gegen den Meister der II. Liga Süd, den SC Austro Fiat Wien, erstmals in die höchste Spielklasse aufstieg, am Saisonende jedoch absteigen musste.
Zur Saison 1937/38 verpflichtete ihn der SK Rapid Wien, mit dem er am Ende seiner Premierensaison in der seinerzeit erstklassigen Nationalliga die Meisterschaft gewann.
Mit dem Anschluss Österreichs durch das nationalsozialistische Deutsche Reich am 12. März 1938, spielte er fortan in der Gauliga Ostmark, in einer von zunächst 17, später auf 23 aufgestockten Gauligen. Während seiner Vereinszugehörigkeit bis zum Ende des Zweiten Weltkriegs gewann er mit den Wienern – mit Zulassung auch anderer österreichischer Vereine ab dem Viertelfinale – am 8. Januar 1939 das Finale um den Tschammerpokal, sowie zweimal die Gaumeisterschaft Ostmark und – aufgrund des Erfolges, verbunden mit der Teilnahme an der Endrunde um die Deutsche Meisterschaft – am 22. Juni 1941 in Berlin die Deutsche Meisterschaft. Für den SK Rapid Wien bestritt er 111 Punktspiele, in denen er fünf Tore erzielte, fünf Endrundenspiele um die Deutsche Meisterschaft und zwölf Spiele im Wettbewerb um den Tschammerpokal, in dem ihm ein Tor gelang, verletzungsbedingt jedoch nicht das Finale bestritt.
Von 1945 bis 1947 gehörte er dem 1. Simmeringer SC an, für den er in der zweitklassigen Wiener Liga spielte, seine Fußballerkarriere ausklingen ließ und dessen Trainer er später werden sollte. Dazwischen war er noch für die 1. SVg Guntramsdorf und den SC Vorwärts XI tätig.

### Auswahl-/Nationalmannschaft
Als Spieler der Auswahlmannschaft Ostmark nahm er am Gauauswahlwettbewerb teil, der – ab dem Halbfinale – im Rahmen des vom 27. bis 31. Juli 1938 in Breslau durchgeführten 18. Deutschen Turn- und Sportfest ausgetragen wurde. Das Finale am 30. Juli gewann er mit seiner Auswahlmannschaft mit 4:1 über die Auswahlmannschaft Niedersachsen.
Am 21. Mai und 25. Juni 1939 wurde er in einer Deutschland-Auswahl beim 7:1-Sieg über die Auswahl Böhmen-Mähren und beim torlosen Remis der Auswahlmannschaft der Ostmark gegen die Schweiz eingesetzt.
Im Wettbewerb um den Reichsbundpokal konnte er 1939/40 die Verantwortlichen des DFB in zwei weiteren Spielen am 3. Dezember 1939 beim 3:1-Sieg über die Auswahlmannschaft Sudetenland und am 28. Januar 1940 beim 6:1-Sieg über die Auswahlmannschaft der Schlesien auf sich aufmerksam machen.
Dies führte dazu, dass er am 14. April 1940 sein einziges Länderspiel für die A-Nationalmannschaft – in der Aufstellung Rudolf Raftl (Torhüter), Paul Janes, Willibald Schmaus, Franz Hanreiter, Hofstätter, Stefan Skoumal, Ernst Lehner, Wilhelm Hahnemann, Franz Binder, Josef Gauchel und Johann Pesser – bestritt, die in Wien mit 1:2 gegen die Nationalmannschaft Jugoslawiens verlor. Er wurde am Simmeringer Friedhof bestattet.

## Erfolge
- Deutscher Meister 1941
- Gaumeister Ostmark 1940, 1941
- Österreichischer Meister 1938
- Tschammerpokal-Sieger 1938
- Österreichischer Amateurmeister 1937
- Meister II. Liga Nord 1936

## Trainerkarriere
Nachdem er in Simmering 1947 seine aktive Fußballerkarriere beendet hatte, trainierte er von 1950 bis 1962 den ortsansässigen 1. Simmeringer SC, mit dem er 1951 Meister der Staatsliga B wurde, sie somit in die Staatsliga A führte, die Klasse halten und sie bis Saisonende 1961/62 in dieser etablieren konnte. Zur Rückrunde der Saison 1965/66 nochmals verpflichtet, konnte er den Abstieg der Mannschaft jedoch nicht verhindern. 1968/69 führte er den Zweitligisten First Vienna FC zur Meisterschaft und somit in die Nationalliga.